# Mullayanagiri
Der Mullayanagiri oder auch Mullayana Giri (Kannada ಮುಳ್ಳಯ್ಯನಗಿರಿ) ist ein ca. 1925 m hoher Berggipfel in den Baba-Budan-Bergen, einem östlichen Ausläufer der Westghats im Distrikt Chikkamagaluru im südindischen Bundesstaat Karnataka.

## Lage
Der Mullayanagiri liegt ca. 21 km (Fahrtstrecke) nordwestlich der Distriktshauptstadt Chikkamagaluru in einer in Nord-Süd-Richtung verlaufenden Bergkette, die geologisch als östlicher Ausläufer der Westghats eingestuft wird. Der Gipfel liegt oberhalb der Baumgrenze.

## Besteigung
Bis auf etwa 1700 m Höhe kann man mit dem Auto fahren. Die letzten ca. 230 Höhenmeter können nur zu Fuß zurückgelegt werden.

## Sonstiges
Auf dem – oft von Nebel umgebenen – Gipfel befinden sich ein Shiva-Tempel sowie kleines Restaurant und eine Funkstation.